# Smit Slikkerveer

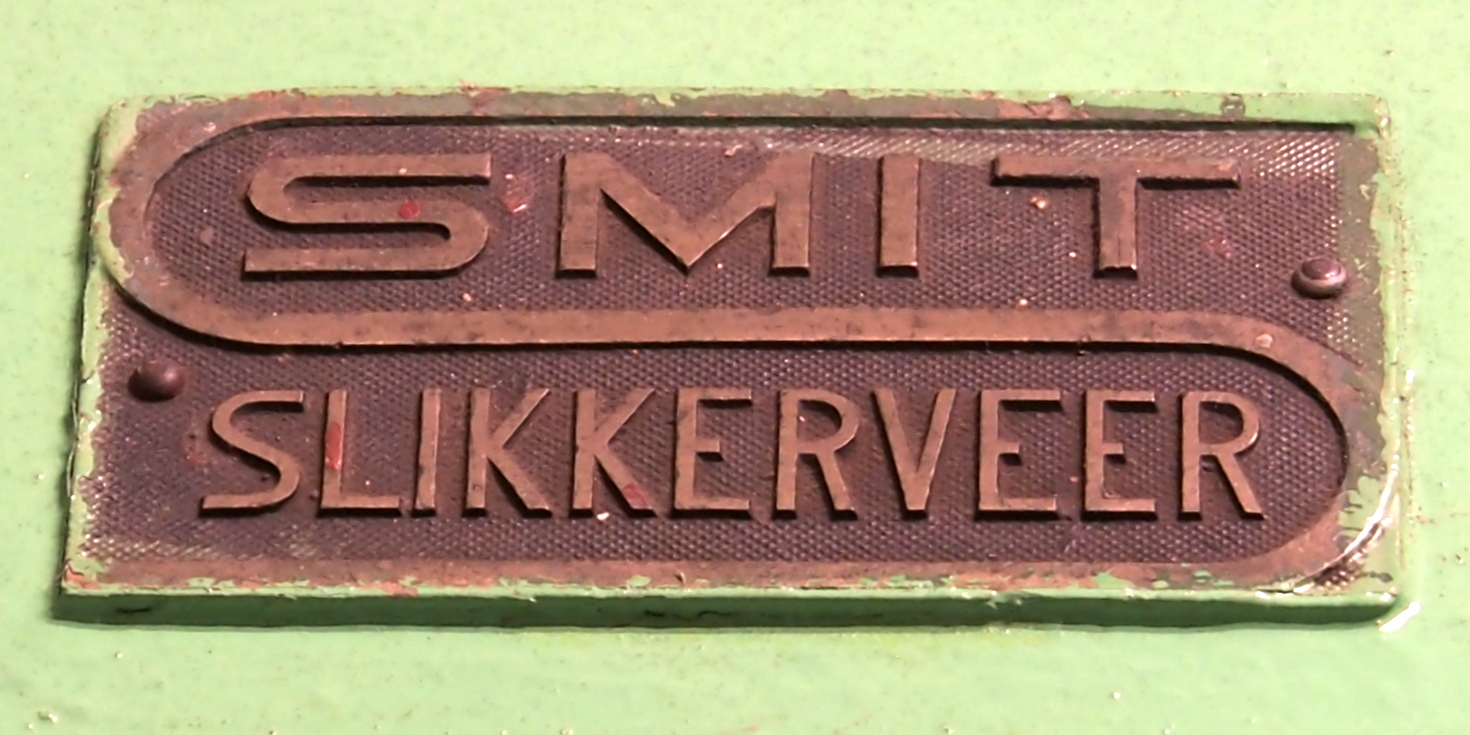

Smit Slikkerveer was een Nederlands elektrotechnisch bedrijf dat onder meer generatoren en ophaalmachines voor de liftkooien in de schachten van diverse Limburgse steenkoolmijnen produceerde. Het is opgericht in 1882 te Slikkerveer waar tot 2018 de voornaamste bedrijfsactiviteiten plaatsvonden.

## Geschiedenis

### Oprichting
Het bedrijf werd op 1 november 1882 opgericht door Willem Benjamin Smit en Adriaan Pot onder de naam: Electrisch-Licht-Machinen Fabriek Willem Smit & Co.. Smit was zoon van een klinknagel-fabrikant en construeerde in 1877 reeds een eerste dynamo. Pas in 1879 had hij succes en was hij dankzij een generator in staat de fabriek te verlichten met een booglamp. Vervolgens werd de dynamo ingezet bij diverse evenementen waar de lichtbron de verbazing van de bezoekers opwekte. De jonge firma kreeg direct een order van Willems oom, Fop Smit, om een verlichtingsinstallatie te leveren voor diens veerboot die de verbinding tussen Rotterdam en Dordrecht onderhield.

### (Straat)verlichting
In 1884 kreeg Smit de opdracht voor een verlichtingsinstallatie voor een schip van de Holland-Amerika Lijn en bezocht daartoe de Verenigde Staten, alwaar zich te New York de eerste grote elektriciteitscentrale bevond, ontworpen door Thomas Edison. Smit had reeds een verlichtingsinstallatie gebouwd voor de fabriek van Diepeveen, Lels en Smit, en nu wilde de directeur ook zijn eigen huis op deze wijze verlichten. Dit wekte het verlangen van andere fabrikanten op om ook hun olielampen te vervangen door elektrisch licht. Zo kwam geld bijeen voor de eerste elektriciteitscentrale in Nederland, de N.V. Electrische Verlichting Kinderdijk. Aldus werd in 1886 te Kinderdijk een centrale gebouwd met een stoommachine van 80 pk en twee gelijkstroomdynamo's van elk 7,5 kW. In hetzelfde jaar kwam te Nijmegen een elektrische straatverlichting gereed met een generator van 6,5 kW en bestaande uit zestien booglampen. De hele installatie, inclusief de lantaarnpalen, werd door Smit geleverd. Het betrof de roemruchte tuimellantaarns, die neergeklapt konden worden om de lamp te verwisselen. Dit systeem heeft gefunctioneerd tot 1908.
Het eerste demonstratieproject voor elektrische straatverlichting in Nederland staat overigens op naam van Achilles de Khotinsky (1884). Deze gebruikte echter geen krachtcentrale, maar accu's, welke op een centraal punt werden opgeladen. Smit leverde na Nijmegen ook nog in 1886/'87 verlichtingsinstallaties voor de gevangenissen te Breda, Arnhem en Den Haag, een karwei dat 'de firmanten voor schier onoverkomelijke moeilijkheden plaatste'.

### Draaistroom
Op de Internationale Elektrotechnische Tentoonstelling van 1891 werd de bruikbaarheid van draaistroom aangetoond. Dit werd de norm bij de elektriciteitsopwekking. Ook op de Wereldtentoonstelling van 1900 te Parijs was een eigen paleis aan de elektrotechniek gewijd. Dit werd geheel verlicht door een dynamo van de N.V. Electrotechnische Industrie v/h Willem Smit & Co. De Louisiana Purchase Exposition van 1904 luidde de opkomst van de turbogenerator in en tijdens de Wereldtentoonstelling van 1910 te Brussel kon de firma Smit een diversiteit aan typen grote generatoren en elektromotoren tonen, alsmede elektromechanische omvormers die 6200 V wisselstroom in 750 V gelijkstroom omzetten. Daarnaast werden transformatoren vervaardigd. In 1912 nam de onderneming het besluit om niet op grote schaal draaistroomtransformatoren te gaan vervaardigen. Dit zou bij Royal SMIT Transformers in Nijmegen gaan gebeuren, een firma die in 1913 werd opgericht. Smit Slikkerveer richtte zich op stukfabricage van grote, gespecialiseerde machines. Voor de productie in grote series van kleine elektromotoren werd in 1911 te Dordrecht een bedrijf opgericht dat later als EMF Dordt bekend zou worden.

### Elektrificatie
In 1914 trok Willem Smit zich uit de onderneming terug, al bleef hij commissaris. Het waren veranderingen in de bedrijfscultuur die het werk voor hem steeds minder aantrekkelijk maakten. Tijdens de Eerste Wereldoorlog werd het elektriciteitsnet sterk uitgebreid en nam het opgestelde vermogen snel toe, aangezien het rendement van elektriciteitscentrales hoger lag dan dat van stoommachines. Steenkoolschaarste versnelde deze ontwikkeling, ook omdat uit het buitenland geen machines (Siemens AG, AEG) konden worden betrokken. Er waren contacten met ACEC, maar door de Duitse bezetting van België kwam hier ook een einde aan. Echter aan metalen (koper en ijzer) om de machines te maken was toen gebrek. Ook waren er contacten met de Koninklijke Marine via de Koninklijke Maatschappij De Schelde te Vlissingen, opgericht door familielid Arie Smit. Uiteraard kreeg Smit Slikkerveer opdracht voor de elektriciteitsinstallatie van de daar gebouwde oorlogsschepen. Werkten er in 1910 nog tweehonderd mensen, in 1916 was dat aantal tot vierhonderd opgelopen. In 1923 werd een opdracht gegund voor de bouw van twee waterkrachtgeneratoren voor de centrale van Lamadjan op Java.

### Tractie en scheepvaart
Tussen 1920 en 1930 vonden diverse technische ontwikkelingen ingang, zoals de invoering van de lastechniek en de komst van tal van elektrische hefinrichtingen en dergelijke op schepen, alsmede de elektrische spoorwegtractie. Het lassen verving de giettechniek, zodat het kostbare maken van mallen voor eenmalig gebruik nu overbodig werd. Ook experimenteerde men met radio-ontvangers, maar aangezien bedrijven als Philips en Erres zich hierop gingen concentreren zag men van de verdere ontwikkeling af. De elektrificatie van de Nederlandse spoorwegen begon in 1926. Vanaf 1934 werd in Nederland met dieselelektrische tractie geëxperimenteerd. Een systeem dat door Smit Slikkerveer was ontwikkeld werd, in samenwerking met Westinghouse, geleverd.
Het eerste motorschip in Nederland werd in 1910 gebouwd. Vooral na 1924 begon het motorschip het stoomschip te verdringen. Waar de boordhijswerktuigen op een stoomschip met stoommachines werden aangedreven gebeurde dat op een motorschip elektrisch. De eerste elektrische laadlier werd door Smit in 1925 geconstrueerd.

### Bezetting en wederopbouw
Tijdens de Tweede Wereldoorlog werd het bedrijf gedwongen om opdrachten voor de bezetter uit te voeren, terwijl een nieuwe bedrijfshal door hen werd gebruikt om vliegtuigen te monteren. Eind 1944 begonnen de Duitsers de grondstoffenvoorraden weg te roven, met name koper en mica.
Na de bevrijding trad een spoedig herstel in, waarbij ook de elektriciteitsproductie, en dus de vraag naar de producten van Smit Slikkerveer, sterk toenam. Tussen 1945 en 1955 verdubbelde het gebouwoppervlak bijna en er werden 25 grote turbogeneratoren geleverd. Ook kwam een samenwerking tot stand met busbouwer Verheul en DAF voor de bouw van trolleybussen. Ook met Allan Rotterdam werd samengewerkt bij de bouw van de dieselelektrische treinen van het type Blauwe Engel. Ook met Brown, Boveri & Cie werd samengewerkt. Op het terrein van de scheepsbouw moeten bedieningsapparaten voor scheepslieren worden genoemd, alsmede generatoren en motoren voor cutterzuigers.

### Overnames en splitsing
In 1962 kwam een einde aan de zelfstandigheid van Smit Slikkerveer. Het werd opgenomen in het elektrotechnische bedrijf Heemaf en in 1963 werd ook samenwerking gezocht met elektrische apparatenfabriek Hazemeyer. Tal van andere sterkstroombedrijven werden hieraan toegevoegd en aldus ontstond Holec. De naam Smit Slikkerveer verdween en het bedrijf heette nu "Holec Machines and Apparaten" (HMA). Er heerste een malaise en vele reorganisaties werden doorgevoerd. In 1989 werd het gehele Holec-concern overgenomen door de Royal Begemann Group.
In 1998 werd Holec Machines en Apparaten gesplitst in twee bedrijven: "HMA Power Systems" en "Traxis BV". Het laatste, eveneens in Slikkerveer gevestigde, bedrijf werd in 2000 overgenomen door Alstom en staat sindsdien bekend als "Alstom Transport BV". Het vervaardigt elektrische aandrijfsystemen voor treinen, trams, metrostellen en trolleybussen.
HMA Power Systems vervaardigt grote generatoren en motoren. Het werd in 2000 overgenomen door het Britse FKI plc, die in 2005 van naam veranderde in BRUSH HMA. De vestiging te Slikkerveer werd opgenomen in de divisie Turbogeneratoren, waarin zich tevens "BRUSH Electrical Machines" en "BRUSH SEM" (Skoda Electrical Machines) bevonden. Uiteindelijk werd FKI in 2008 overgenomen door Melrose. 
In 2018 beëindigde Brush de activiteiten in Ridderkerk (Slikkerveer), waarbij 166 arbeidsplaatsen verloren gingen. Op het voormalige bedrijfsterrein is de bouw van een distributiecentrum gepland.

## Externe bronnen
- Stoom-dynamo's ter voortbrenging van elektrisch licht vervaardigd door Willem Smit & Co te Slikkerveer, De Natuur 5 (1885), 215-217
- De fabriek van dynamo-electrische machines en toestellen voor electrisch licht van de firma Willem Smit & Co te Slikkerveer, Eigen Haard 1888, 190-192
- Een bezoek aan de Electrotechnische Industrie (voorheen Willem Smit & Co.) te Slikkerveer, Tijdschrift Maatschappij tbv Nijverheid 1903, 558-561
- Inleiding tot bezoek, De Ingenieur 18 (1903), 695 en 729-733
- Inleiding tot bezoek, De Ingenieur 23 (1908), 690
- H A H Nijland, De fabriek der N.V. Electrotechnische Industrie voorheen Willem Smit & Co., De Ingenieur 1912, 719-727
- F. VAN AMSTEL, De Electrotechnische Industrie, Eigen Haard 48 (1922), 59-62
- J C G van Wijk, Voordracht over de N.V. Electrotechnische Industrie v/h Willem Smit & Co. te Slikkerveer, De Ingenieur 40 (1925), 147-153
- 50-jarig jubileum van de N.V. Electrotechnische Industrie voorheen Willem Smit & Co., Slikkerveer, De Ingenieur 47 (1932), A 369-370
- Ger H. Knap Mens en bedrijf, 75 jaar Smit-Slikkerveer. Gedenkboek, 1958.